# 水曜ドラマ23
水曜ドラマ23（すいようドラマにじゅうさん）は、BS松竹東急で毎週水曜日 23:00 - 23:30（JST）に2024年4月3日から2025年3月26日まで放送されたテレビドラマ枠。

## 概要
2024年4月3日より、水曜ドラマ23が枠移動する形で、BS松竹東急の水曜日のオリジナルドラマ枠としてスタート。第1弾は、演劇ユニット・メトロンズの演者6人が主演の『向かいのアイツ〜メトロンズ初主演 連続ドラマ〜』。
放送終了後はTVerで1週間見逃し配信がある。
2025年2月からは日曜日の同時間帯に再放送が放送されている。
2025年春の改編にて本枠はリニューアルされ、金曜22時30分枠に新設される『金ドラ』に事実上、枠移動した。

## 作品リスト
以下表の「制作会社」は、共同制作及び外部制作会社の制作著作を除き、BS松竹東急の自社制作（製作著作：BS松竹東急）としてクレジットされる。

### 2024年
| タイトル                                       | 放送期間（回数）           | 主演       | 原作                   | 制作会社                                        | 備考 |
| ---------------------------------------------- | -------------------------- | ---------- | ---------------------- | ----------------------------------------------- | ---- |
| 向かいのアイツ 〜メトロンズ初主演 連続ドラマ〜 | 4月3日 - 6月19日（12話）   | メトロンズ | 中村元樹（メトロンズ） | ILCA SHIPS（協力） スマイトピクチャーズ（協力） |      |
| À Table!〜ノスタルジックな休日〜               | 7月3日 - 9月25日（13話）   | 市川実日子 |                        | 松竹                                            |      |
| めんつゆひとり飯2                              | 10月2日 - 12月25日（13話） | 鞘師里保   | 瀬戸口みづき           | 松竹                                            |      |

### 2025年
| タイトル                                          | 放送期間（回数）         | 主演 | 原作 | 制作会社                 | 備考                             |
| ------------------------------------------------- | ------------------------ | ---- | ---- | ------------------------ | -------------------------------- |
| うちの会社の小さい先輩の話                        | 1月15日 - 3月26日 (11話) | 十味 | 斎創 | レプロエンタテインメント | 同週日曜日の同時間帯に再放送有り |
| 4月4日 - 金曜 22:30 - 23:00「金曜ドラマ」へ枠移動 |                          |      |      |                          |                                  |